# Torneforsen

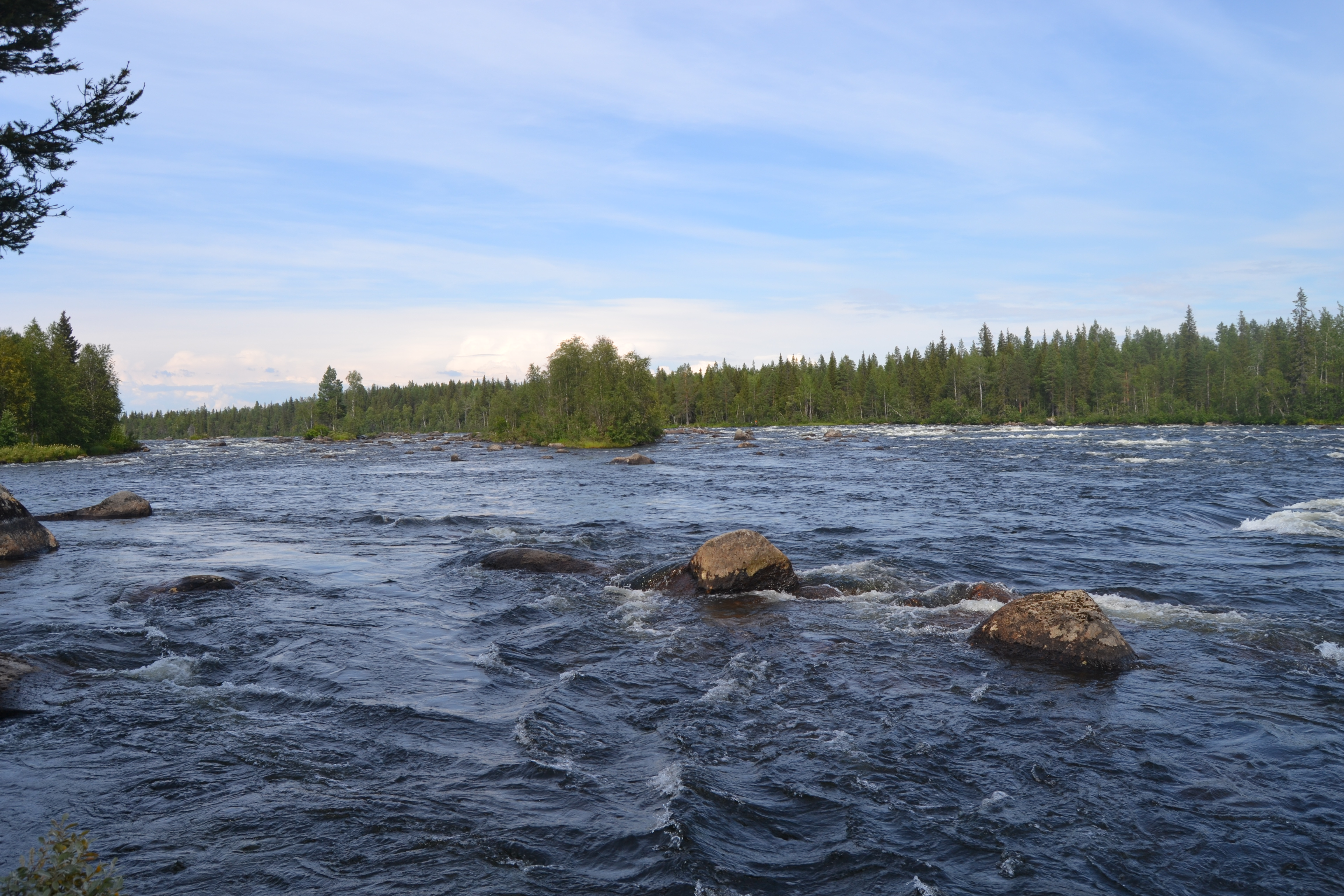
Torneforsen

Torneforsen är en drygt 500m lång fors i Torne älv, Junosuando socken i Pajala kommun i Norrbotten. Forsen ligger cirka 500 meter nedström nuvarande Tornefors by, öster om länsväg 395.
Vid forsen finns lämningar från hyttområde med kvarn och masugn från järnhanteringen under början av 1700-talet.
Numera finns här en rastplats med eldstad  vid väg 395.